# Marcos Ugarte
Marcos Ugarte (Madrid, España, 2 de diciembre de 1992) es un futbolista español. Juega de centrocampista.
Desde febrero de 2022, es entrenador en el equipo de fútbol de los Michigan Wolverines, bajo las órdenes de Chaka Daley.

## Trayectoria
Ugarte jugó al fútbol universitario para los Providence Friars de la Providence College entre 2011 y 2012 y luego para los Michigan Wolverines de la Universidad de Míchigan entre 2013 y 2014. En su etapa como universitario jugó para el Michigan Bucks de la USL PDL.
Fichó por el Rochester Rhinos de la USL en marzo de 2015, formando parte del plantel que se consagró campeón en la edición de ese año.
No jugó en la temporada 2017, debido a una lesión, y en 2018 fichó por el Ringkøbing IF danés. El 19 de noviembre de 2018 regresó a los Estados Unidos y se unió al Birmingham Legion FC.

## Estadísticas
Actualizado al último partido disputado el 5 de agosto de 2021
| Michigan Bucks Estados Unidos       | 4.ª           | 2013          | 8  | 0 | - | - | - | - | 8  | 0 |
| Michigan Bucks Estados Unidos       | 4.ª           | 2014          | 1  | 0 | - | - | - | - | 1  | 0 |
| Michigan Bucks Estados Unidos       | Total club    | Total club    | 9  | 0 | 0 | 0 | 0 | 0 | 9  | 0 |
| Rochester Rhinos Estados Unidos     | 3.ª           | 2015          | 21 | 0 | 0 | 0 | - | - | 21 | 0 |
| Rochester Rhinos Estados Unidos     | 3.ª           | 2016          | 16 | 0 | 2 | 0 | - | - | 18 | 0 |
| Rochester Rhinos Estados Unidos     | Total club    | Total club    | 37 | 0 | 2 | 0 | 0 | 0 | 39 | 0 |
| Ringkøbing IF Dinamarca             | 2.ª           | 2017-18       | 16 | 0 | - | - | - | - | 16 | 0 |
| Ringkøbing IF Dinamarca             | Total club    | Total club    | 16 | 0 | 0 | 0 | 0 | 0 | 16 | 0 |
| Birmingham Legion FC Estados Unidos | 2.ª           | 2019          | 6  | 0 | 2 | 0 | - | - | 8  | 0 |
| Birmingham Legion FC Estados Unidos | 2.ª           | 2020          | 6  | 0 | 0 | 0 | - | - | 6  | 0 |
| Birmingham Legion FC Estados Unidos | 2.ª           | 2021          | 2  | 0 | 0 | 0 | - | - | 2  | 0 |
| Birmingham Legion FC Estados Unidos | Total club    | Total club    | 14 | 0 | 2 | 0 | 0 | 0 | 16 | 0 |
| Total carrera                       | Total carrera | Total carrera | 76 | 0 | 4 | 0 | 0 | 0 | 80 | 0 |
| (1) Incluye datos de la US Open Cup |               |               |    |   |   |   |   |   |    |   |

## Palmarés

### Títulos nacionales
| Título               | Club             | País           | Año  |
| -------------------- | ---------------- | -------------- | ---- |
| United Soccer League | Rochester Rhinos | Estados Unidos | 2015 |